# Messerschmitt Me 209-II
O Messerschmitt Me 209-II, ou Me 209 de 1943, foi uma tentativa de criar uma versão melhorada do Messerschmitt Bf 109, que servia na Luftwaffe como o principal avião de combate. O Me 209, apesar da sua designação, não tinha nada a ver com o Messerschmitt Me 209.